# Thaites ruminiana
Thaites ruminiana, là loài duy nhất của chi đã tuyệt chủng, Thaites.